# Startbildschirm

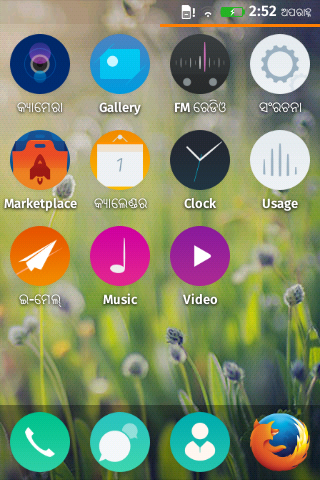
Screenshot eines Firefox-OS-Homescreens mit einem Dock am unteren Rand

Der Begriff Startbildschirm wird mehrdeutig verwendet. Zum einen findet er Verwendung als diejenige Anzeige, die direkt nach abgeschlossenem Start- und Loginvorgang eines Betriebssystems dem Benutzer präsentiert wird, wie zum Beispiel der neu eingeführte Startbildschirm von Windows 8.1, welcher unter anderem eine Sammlung von auf dem Computer installierten Apps anzeigt.
Daneben wird die Bezeichnung für die sogenannten Splash Screens verwendet, welche Lade- bzw. Startanzeigemeldungen für Computerprogramme darstellen.
Der Homescreen ist auch der Hauptbildschirm bzw. Startbildschirm eines mobilen Betriebssystems. Dabei sind diese untereinander auf verschiedenen Geräten nicht identisch, da sie vom Benutzer veränderbar sind und auf verschiedenen Betriebssystemen anders aussehen. Beinahe jedes Smartphone hat heutzutage irgendeine Art von Homescreen, welches typischerweise Verknüpfungen zu Applikationen, Einstellungen und Benachrichtigungen bereithält.

## Geschichte des Homescreens

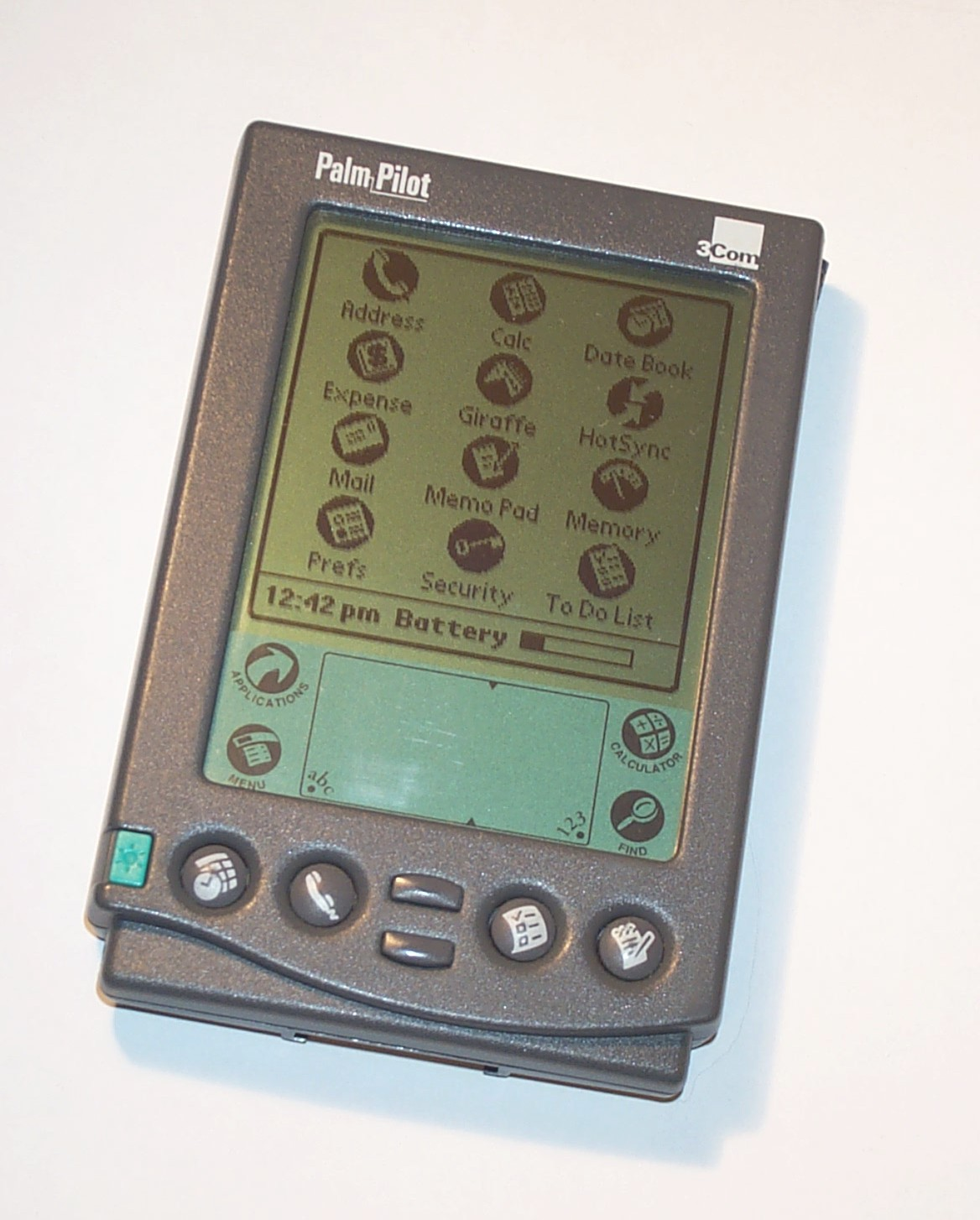
Der Startbildschirm auf einem PalmPilot Professional

Eines der ersten Beispiele eines Homescreens kann auf dem PalmPilot gefunden werden, der 1997 debütierte. Die frühen Homescreens waren oft weniger anpassbar als heutige Varianten. Zum Beispiel erlaubten frühe Versionen von iOS Nutzern keine Applikationen auf dem Homescreen umzuarrangieren oder das Hintergrundbild zu verändern.